# رضا بالحاج
رضا بالحاج، الناطق الإعلامي السابق لحزب التحرير تونس، له الكثير من اللقاءات والتسجيلات والمقابلات بعد الثورة التونسية.

قدم استقالته من منصب الناطق الرسمي لحزب التحرير في تونس في أواخر أكتوبر 2015، وقبلت في 2 نوفمبر 2015، وذكر البيان أنه سيبقى قياديا في الحزب.